# Zdeněk Hejzlar
Zdeněk Hejzlar (18. července 1921 Dobřany – 6. srpna 1993 Stockholm) byl český a československý politik Komunistické strany Československa a poúnorový poslanec Národního shromáždění ČSR, v 50. letech postižen v rámci čistek v KSČ, v 60. letech 20. století rehabilitován a krátce poslancem České národní rady. Po roce 1969 žil v emigraci.

## Biografie
Původním povoláním byl učitelem, za druhé světové války byl aktivní v odboji a v letech 1943 – 1945 byl vězněn v koncentračním táboře. Po válce se politicky angažoval v KSČ a v letech 1946 – 1952 byl předsedou Svazu české mládeže. Aktivně se tehdy podílel na budování komunistického režimu. IX. sjezd KSČ ho zvolil za člena Ústředního výboru Komunistické strany Československa. Od ledna do května 1949 byl členem sekretariátu ÚV KSČ a od května 1949 do září 1951 členem organizačního sekretariátu ÚV KSČ.
Ve volbách roku 1948 byl rovněž zvolen do Národního shromáždění za KSČ ve volebním kraji Hradec Králové. V parlamentu zasedal do září 1952, kdy rezignoval a nahradil ho Jan Jelínek. Jeho politická kariéra skončila náhle roku 1952. Z ÚV KSČ byl vyloučen v září 1952. Byl zbaven všech funkcí, vyloučen z KSČ a nastoupil jako dělník do dolů a válcoven na Ostravsku. Až od konce 50. let mu bylo povoleno znovu učit a stal se ředitelem základní školy.
Politicky se angažoval během pražského jara. Vysočanský sjezd KSČ konaný 22. srpna 1968 bezprostředně po invazi vojsk Varšavské smlouvy do Československa ho zvolil za člena ÚV KSČ. V srpnu 1968 také zasedal v přesednictvu a sekretariátu ÚV KSČ. Již předtím, v červnu 1968, byl po rehabilitaci jmenován ústředním ředitelem Československého rozhlasu. Po federalizaci Československa usedl roku 1969 do České národní rady. Krátce působil na velvyslanectví ve Vídni. Po nástupu normalizace byl ovšem znovu profesně eliminován. Již v listopadu 1969 byl jednomyslně zbaven mandátu v ČNR (poté, co oznámil, že se nehodlá vrátit do Československa) a ještě roku 1969 odešel do emigrace, přičemž v říjnu 1969 byl podruhé vyloučen z KSČ.
Žil pak v exilu ve Švédsku. Zde pracoval v Ústavu pro mezinárodní politiku a angažoval se v levicových demokratických stranách. Ovlivňoval veřejné mínění proti normalizačnímu režimu v Československu. Patřil do skupiny okolo exilového časopisu Listy, který v roce 1970 pomáhal zakládat. Členem redakční rady tohoto časopisu zůstal i po sametové revoluci, kdy Listy začaly vycházet v Praze. Hejzlar sám se ovšem do vlasti již natrvalo nevrátil.